# جو لان
جو لان (بالإنجليزية: Joe Lane)‏ هو سياسي أمريكي، ولد في 3 أغسطس 1935، وتوفي في 6 مارس 2014. حزبياً، نشط في الحزب الجمهوري. وقد انتخب عضو مجلس نواب أريزونا.